# Pfarrer Braun: Der unsichtbare Beweis
Der unsichtbare Beweis ist ein deutscher Fernsehfilm von Ulrich Stark aus dem Jahr 2006. Es handelt sich um die siebte Episode der ARD-Kriminalfilmreihe Pfarrer Braun mit Ottfried Fischer in der Titelrolle.

## Handlung
Monsignore Mühlich, der Sekretär des Bischofs, empfiehlt, Pfarrer Braun in die sächsische Provinz nach Pfaffenberg zu versetzen. Doch mit der Gemütlichkeit dort ist es bald vorbei, da mehrmals täglich Touristengruppen die kleine Kirche und das Pfarrhaus besichtigen dürfen. Während einer Hochzeitsfeier wird die Fremdenführerin Rosa ermordet. Ihr (Ex-)Freund Matej bittet, unter dringendem Tatverdacht stehend, Pfarrer Braun um Kirchenasyl, als ihn die aufgebrachten Gäste der Feier verfolgen. Braun nimmt ihn im Pfarrhaus auf und versucht, den wahren Täter zu ermitteln. Kommissar Geiger, der zufällig im Elbsandsteingebirge ein Überlebenstraining absolviert, kann in diesem Fall schließlich entscheidend weiterhelfen.

## Hintergrund
Für Der unsichtbare Beweis wurde an Schauplätzen in Sächsischen Schweiz, unter anderem im Elbsandsteingebirge gedreht.
Die Erstausstrahlung fand am 14. September 2006 auf Das Erste und im ORF 2 statt. Im Ersten verfolgten insgesamt 4,97 Millionen Zuschauer bei einem Marktanteil von 17,0 Prozent die Folge. In der Gruppe der werberelevanten Zielgruppe sahen 1,15 Millionen bei 9,5 Prozent Marktanteil zu.

Die Dienstorte in der Sächsischen Schweiz
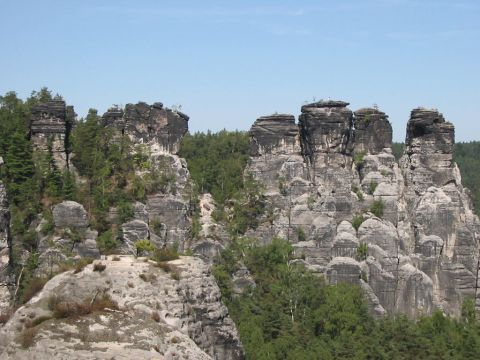
Elbsandsteingebirge
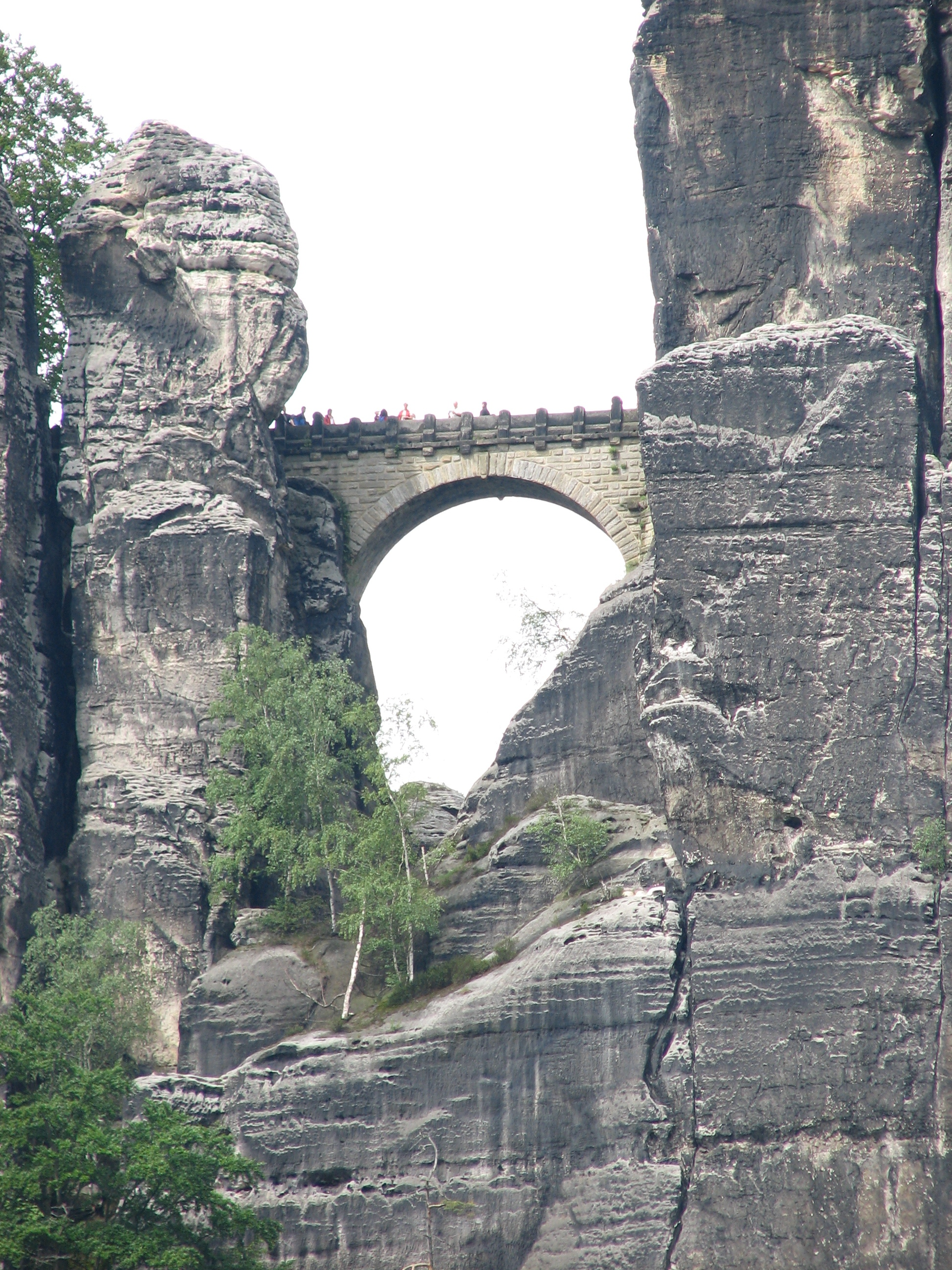
Basteibrücke
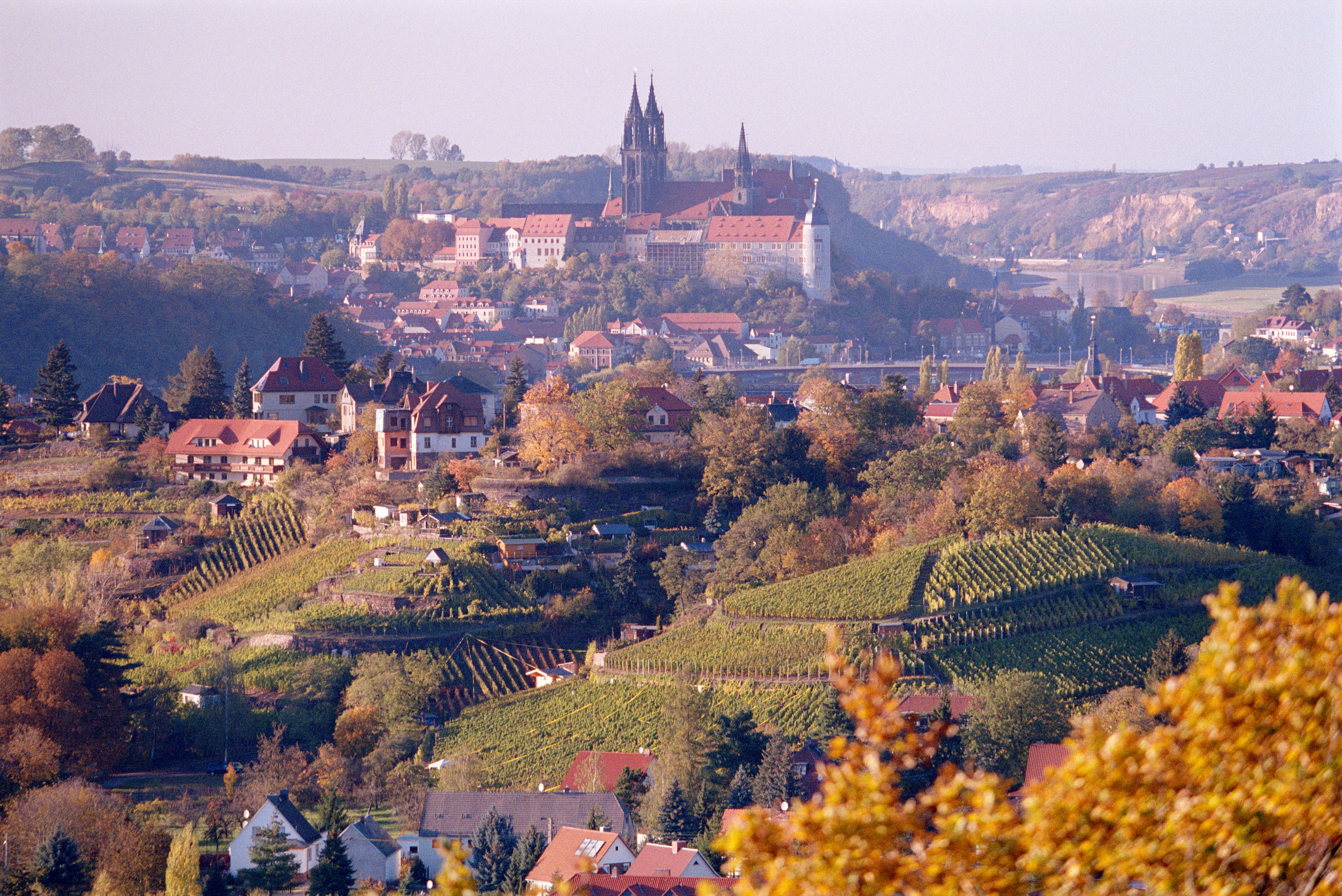
Meißen Drehort Löbau und Bad Schandau

## Kritik
Die Kritiker der Fernsehzeitschrift TV Spielfilm gaben dem Film die schlechteste Wertung, sie zeigten mit dem Daumen nach unten. Sie konstatierten: „Verletzt das 11. Gebot: Du sollst nicht anöden.“